# Sự ngây thơ của người Hồi giáo
Sự ngây thơ của người Hồi giáo (tiếng Anh: Innocence of Muslims), tên trước đây Sự ngây thơ của Bin Laden, tựa trên YouTube là The Real Life of Muhammad (cuộc sống thật của Muhammad) và Muhammad Movie Trailer, là một bộ phim chống Hồi giáo nghiệp dư năm 2012 sản xuất bởi Nakoula Basseley Nakoula. Nhiều tháng trước khi nó được trình chiếu ở một nhà hát Hollywood, hai trailer phim đã được phát hành trên YouTube vào tháng 6 năm 2012. Bộ phim này đã nhận được tài trợ bởi các thành viên của nhóm thiểu số thành viên của nhóm Thiên Chúa giáo Cổ Ai Cập và đã được quảng bá bởi mục sư Cơ đốc ở Florida, Terry Jones, người đã đốt Kinh Qur'an tại nhà thờ của ông. Trong phim này, Tiên tri Muhammad được mô tả dưới hình thức biếm họa. Bộ phim đã châm ngòi cho các vụ tấn công vào các trụ sở ngoại giao của Hoa Kỳ ở Ai Cập và Libya.
Như lời Ngoại trưởng Mỹ Hillary Clinton tuyên bố ngày 14 tháng 9: " Tôi biết rằng đối với một số người thật khó mà hiểu được tại sao Hoa Kỳ không thể cấm được loại video như thế. Nhưng tôi muốn nhấn mạnh một điều là, với những công nghệ hiện đại, không thể làm được điều đó. Mà cho dù có chặn được, thì đất nước chúng tôi có một truyền thống lâu dài về quyền tự do ngôn luận đã được ghi khắc trong Hiến pháp và các đạo luật của chúng tôi. Chúng ta không thể ngăn cản công dân bày tỏ quan điểm, cho dù chúng ta không đồng ý quan điểm đó".

## Phản ứng của thế giới Hồi giáo
Một loạt các cuộc tấn công vào các phái đoàn ngoại giao Hoa Kỳ vào ngày 11 tháng 9 năm 2012 được cho là phản ứng lại một trailer trên Youtube của phim Sự ngây thơ của người Hồi giáo (Innocence of Muslims) phụ đề tiếng Ả Rập bị cho là báng bổ Hồi giáo. Các cuộc tấn công bắt đầu ở Cairo, Ai Cập và Venghazi ở Libya và nhanh chóng lan ra khắp thế giới Hồi giáo, Cairo, Ai Cập' Chennai, Ấn Độ; Benghazi, Libya; Sana'a, Yemen; Tunis, Tunisia. Các cơ quan ngoại giao của Hoa Kỳ tại Ai Cập, Libya, và Yemen bị tấn công, khiến 14 người chết tại Libya, trong đó có đại sứ Hoa Kỳ Christopher Stevens nhân viên an ninh Mỹ Glen Doherty,, cán bộ an ninh Hoa Kỳ Glen Doherty, Tyrone Woods,. Tại Benghazi, súng phóng rocket và vũ khí hạng nhẹ đã bắn vào lãnh sự quán Hoa Kỳ và làm bùng nên một ngọn lửa giết chết Đại sứ Hoa Kỳ ở Libya Christopher Stevens, Vụ trưởng quản lý thông tin đối ngoại Sean Smith.